# Mogwai
Mogwai es una banda escocesa de post-rock formada en 1995 en Glasgow, llegando a ser una de las bandas de post-rock más conocidas. La banda consiste en Stuart Braithwaite (guitarra, vocales), Barry Burns (guitarra, piano, sintetizador, vocales), Dominic Aitchison (bajo) y Martin Bulloch (batería).
Su música consiste en largos temas instrumentales a base de guitarras, siguiendo la tradición dentro del post-rock, alrededor de una melodía inicial; también son conocidos por su tendencia a intercalar pasajes tranquilos con pasajes más fuertes de una forma muy dinámica, con líneas de bajo melódicas y muy definidas, y un sonido más bien introspectivo, a ratos oscuro y a ratos potente y soberbio.

## Historia

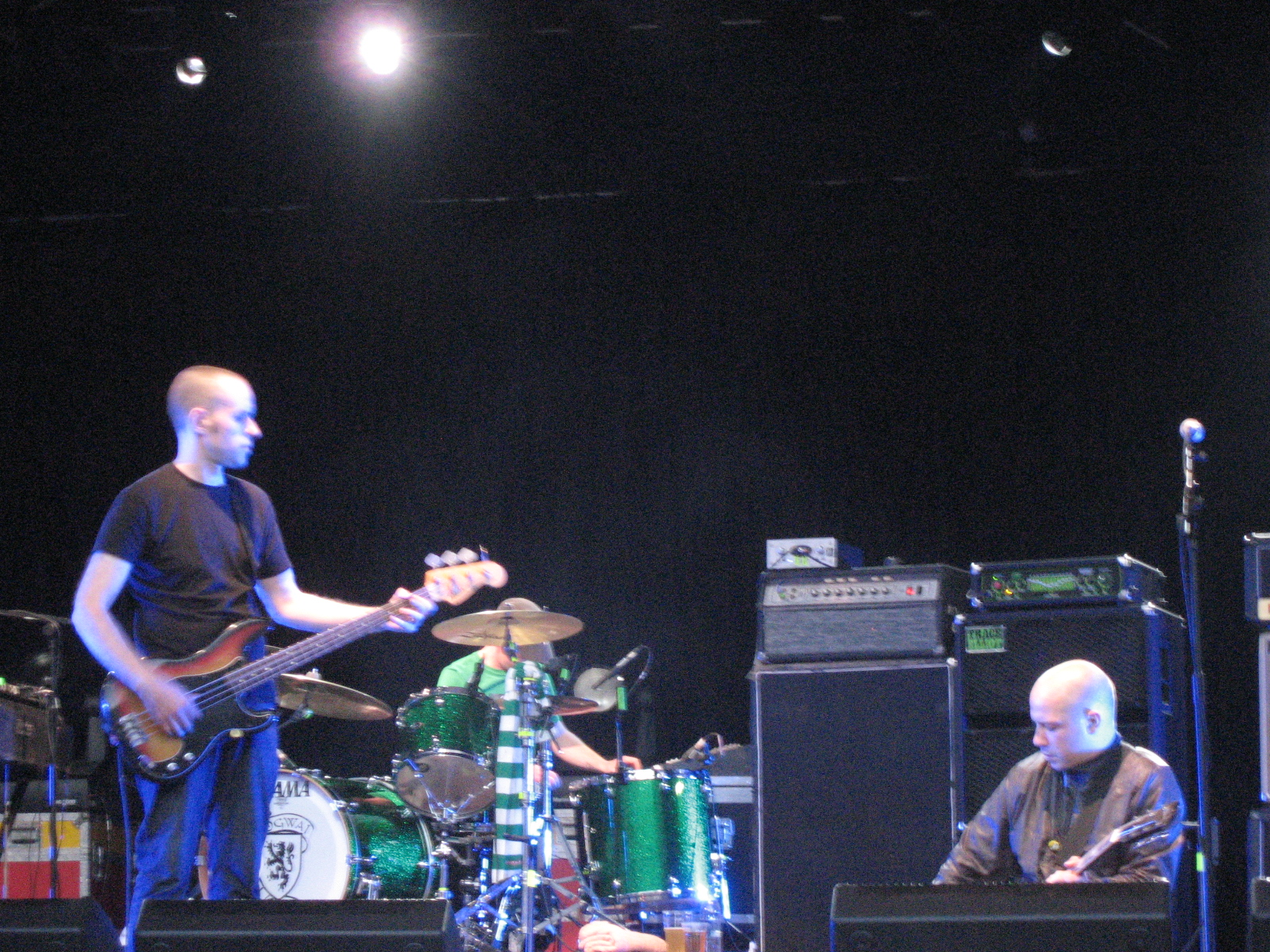
Mogwai.

### Formación (1991-95)
Stuart Braithwaite y Dominic Aitchison se conocen en abril de 1991, y cuatro años más tarde forman Mogwai con un antiguo compañero de la escuela Martin Bulloch. Llaman a la banda Mogwai por la criatura de la película Gremlins, que significa "espíritu maligno" en cantonés, aunque el guitarrista Stuart "Levy" Braithwaite ha mencionado al respecto que "no tiene un significado importante y siempre intentamos conseguir uno mejor, pero como muchas otras cosas, no lo conseguimos." La banda debuta en febrero de 1996 con el sencillo "Tuner/Lower" y para el final de año, ya habían recibido el título 'single de la semana' por la NME por "Summer", un logro que repetirían en 1997 con "New Paths of Helicon". Después de tocar en varios shows, la banda se expande incorporando a John Cummings como guitarrista y el baterista de Teenage Fanclub, Brendan O'Hare mientras grababan su álbum debut Mogwai Young Team.

### Mogwai Young Team(1995-97)
El álbum, emitido octubre de 1997, alcanzó el puesto 75 en la UK Albums Chart, con la aparición del invitado Aidan Moffat de la banda Arab Strap. En 1998, la banda alcanza su primer éxito de singles con un sencillo dividido con la banda Magoo, que realizaban covers de Black Sabbath, alcanzando número 60 en el Reino Unido y un EP de remixes de "Fear Satan" llegando al número 57. En ese mismo año, un álbum de remixes de las canciones de la banda realizado por Kevin Shields, Alec Empire y Mike Paradinas es liberado, llamado "Kicking a Dead Pig: Mogwai Songs Remixed". También se llevarán a cabo remixes por David Holmes y Manic Street Preachers. O'Hare es echado de la banda luego de la emisión del álbum (supuestamente luego de molestar a toda la banda al hablar durante todo un show de Arab Strap).

### Come On Die Young(1998-99)
Previamente a la grabación del segundo álbum Come On Die Young, se incorpora Barry Burns a la banda. Él ya había tocado en varios shows con la banda, como un flautista y ocasionalmente, un pianista. Según Stuart, Barry fue invitado por ser divertido. El álbum alcanzaría puesto 29 en el Reino Unido. La formación de la banda se mantendría constante desde 1998 hasta noviembre de 2015, donde John Cummings se va para llevar a cabo otros proyectos. Luke Sutherland, también escocés y músico amigo de la banda, contribuye con el violín (y recientemente con voz y guitarra) a las grabaciones de Mogwai y shows en vivo.

### Rock Action(2000-01)
El álbum Rock Action del año 2001 los llevó a alcanzar su puesto más alto en la lista del Reino Unido, llegando al puesto 23. El álbum deja de ser tan liderado por melodías de guitarras, como en los anteriores, utilizando más aspectos electrónicos; en un gran número de canciones figuran vocalistas invitados como David Pajo de la banda Slint, Gruff Rhys de Super Furry Animals y Gary Lightbody de Snow Patrol. Poco después, la banda libera "My Father My King", una canción cacofónica de 20 minutos que cerraba sus shows de Rock Action, y fue adherida como una pieza de acompañamiento del álbum.

### Happy Songs For Happy People(2002-03)
El álbum del 2003 Happy Songs For Happy People continua con el movimiento de la banda de utilizar más elementos electrónicos y arreglos más espaciosos. Fue el primero en venderse en los Estados Unidos, alcanzando el número 13 en la Billboard Independent Albums Chart y manteniéndose una semana en la Billboard 200. En su mayoría, las críticas fueron favorables, aunque Pitchfork Media dijo en el 2008 "...la recepción varía de regular a favorable. Algunos alaban el alcance de la banda, grandeza y voluntad de explorar más allá de los límites de la dinámica de tranquilo-ruidoso-más ruidoso que había dominado; otros lamentan la falta de lo mismo que antes, llamando a Happy Songs demasiado suave, muy chico o demasiado rígido." 

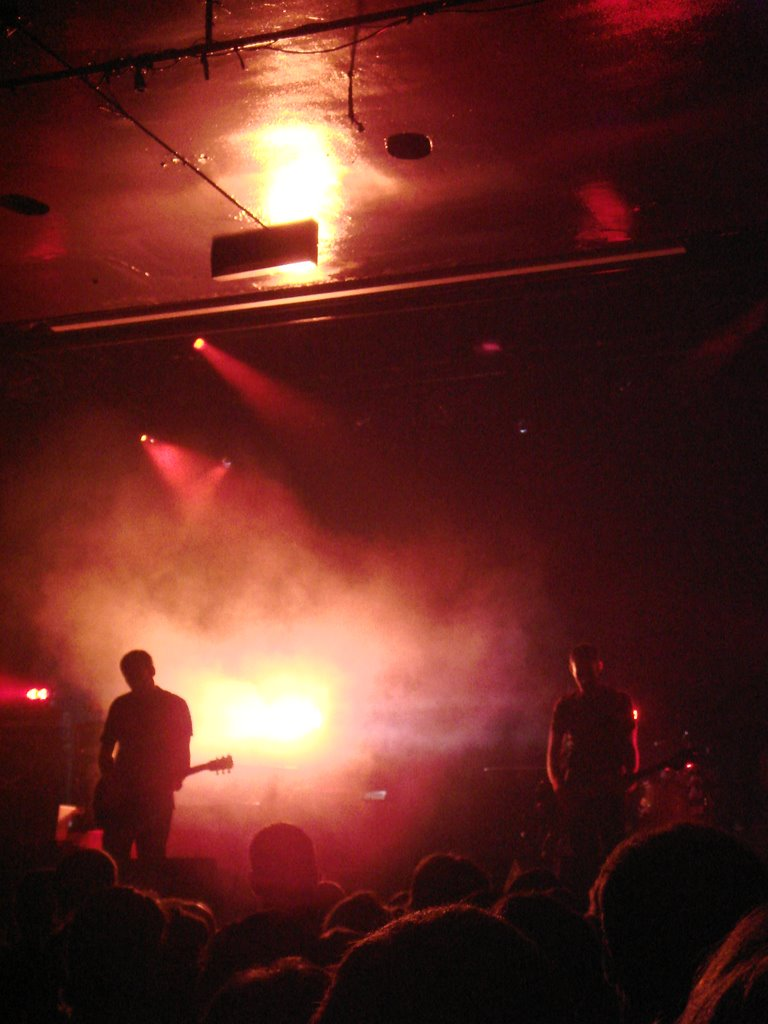
Mogwai tocando en vivo en La Riviera; Madrid, España durante la gira presentación de Mr Beast en 2006

### Mr. Beast(2004-06)
En marzo del 2006, el álbum Mr Beast es emitido en un formato regular y en un paquete edición limitada deluxe que venía con el CD y el DVD que documentaban el proceso de grabación, denominado 'The Recording of Mr Beast'. El álbum es descripto por el director de Creation Records, Alan McGee, como "probablemente el mejor álbum de rock artístico con el cual estuve involucrado, desde Loveless. De hecho, es posible que sea aún mejor que Loveless." refiriéndose al álbum tan influyente de My Bloody Valentine de 1991. AllMusic llamó al álbum "posiblemente el más accesible y a la vez, sofisticado disco que Mogwai haya realizado".

### The Hawk Is Howling(2007-08)
El sexto álbum de la banda fue grabado entre el final del 2007 y el principio del 2008, y fue emitido en septiembre de 2008. Fue el primer álbum de Mogwai en el cual no figuraba vocales, y también fue el primero en ser auto-producido por la banda, siendo que fue grabado por Andy Miller en Chem19 Studios en Hamilton, South Lanarkshire, y mezclado por Gareth Jones en Castle of Doom Studios en Glasgow. El álbum genera un EP, Batcat, figurando la colaboración de Roky Erickson, contribuyendo con las vocales de "Devil Rides". 

### Burning/Special Moves(2009–10)
En el 2010, la banda libera su primer cortometraje en vivo (Burning, filmado por Vincent Moon y Nathanaël Le Scouarnec y que estreno en el festival de cine de Glasgow en febrero) y álbum en vivo, llamado Special Moves. Burning contiene ocho canciones del show de la banda en Brooklyn durante la gira americana del 2008/2009, mientras que Special Moves agrega nueve canciones más de la misma fuente. Special Moves fue el primer álbum liberado por Rock Action, el sello discográfico de Mogwai, nombrado por el baterista de Stooges Scott Asheton, que había cambiado su nombre a Rock Action.

### Hardcore Will Never Die, But You WillandA Wrenched Virile Lore(2011–13)
En septiembre de 2010, Mogwai abandona Matador Records y firma con Sub Pop. Braithwaite da a conocer que la banda estaba trabajando con material para un nuevo álbum que se liberaría en principios del 2011. El 27 de octubre de 2010, Mogwai anuncia el lanzamiento de su séptimo álbum de estudio, Hardcore Will Never Die, But You Will. El álbum fue liberado el 14 de febrero de 2011 en el Reino Unido y entró número 25 en el UK Albums Chart. Una edición extra figura un CD adicional que presenta una pieza de 23 minutos denominada "Music for a Forgotten Future (The Singing Mountain)", que fue grabada para una instalación de arte de Douglas Gordon y Olaf Nicolai. Tres singles son emitidos a partir del álbum: "Rano Pano", "Mexican Grand Prix" y "San Pedro".
En el 2012, se presenta un álbum remixado, A Wrenched Virile Lore, que incluía varias canciones de Hardcore... remixadas por numerosos artistas como Xander Harris, The Soft Moon, Robert Hampson y Justin Broadrick. El álbum, cuyo título es casi un anagrama de "Hardcore Will Never Die" fue liberado nuevamente por Sub Pop en los Estados Unidos y por Rock Action Records en el resto.

### Rave Tapes(2013-2015)
En julio del 2013, Mogwai realizó la banda sonora de la película "Zidane: A 21st Century Portrait" por primera vez en distintas fechas por el Reino Unido. Le siguió un anuncio de nuevas fechas en vivo, incluyendo dos noches en el Royal Festival Hall, y una aparición en el cierre del campamento de vacaciones del festival "All Tomorrow's Parties", que se lleva a cabo en Camber Sands, Inglaterra. 
Ellos anuncian su octavo álbum de estudio Rave Tapes el 28 de octubre de 2013. El álbum es liberado el 20 de enero de 2014 por Rock Action en el Reino Unido, Spunk en Australia y Hostess en Japón y el sudeste de Asia, mientras que Sub Pop libera el álbum en los Estados Unidos el 21 de enero. Rave Tapes fue producido por Mogwai y Paul Savage, y la canción "Remurdered" fue subida a las páginas de SoundCloud de Rock Action y Sub Pop al momento del anuncio. El álbum entró en el chart de álbumes del Reino Unido en el puesto número 10, y a partir de abril de 2014, fue el disco más vendido del 2014 en término de ventas de vinilos. 
Un EP titulado "Music Industry 3. Fitness Industry 1." con el sello Rock Action fue liberado el 1 de diciembre de 2014, presentando tres nuevas canciones de las sesiones de Rave Tapes, en conjunto con tres canciones del mismo álbum remixadas por Black Mass, Pye Corner Audio y Nils Frahm. El EP fue grabado en Glasgow con Paul Savage.
En junio del 2015, Mogwai toca en una serie de shows de alto perfil en el Reino Unido e Irlanda, llegando al clímax con dos noches en el Camden Roundhouse, para celebrar el aniversario número 20 de la banda. Un álbum retrospectivo de la carrera de 
Su estilo está claramente influido por The Dirty Three, The Cure, Joy Division, The Jesus & Mary Chain, My Bloody Valentine, y los abuelos del post-rock Slint. Durante 2004 el grupo abrió para las giras de dos de sus héroes: Pixies y The Cure. En ocasiones el estilo de Mogwai ha sido vinculado con los sub-estilos, math rock, art rock, y metal instrumental. Así como su sonido está muy lejos del punk rock tradicional, el grupo se considera cercano a la ética punk.
Mogwai han producido el remix de 'Plans' del grupo británico Bloc Party en su álbum de remezclas de 2005 Silent Alarm Remixed. En 2008 participaron en el Primavera Sound en formato de DJ, y posteriormente visitaron España (Málaga, Madrid, Murcia y San Sebastián) para presentar The Hawk Is Howling, álbum editado ese mismo año. En esos conciertos fueron teloneados por sus paisanos The Errors, y la banda española Seashell Velasco (Murcia).

### Every Country's Sun(2016 - 2019)

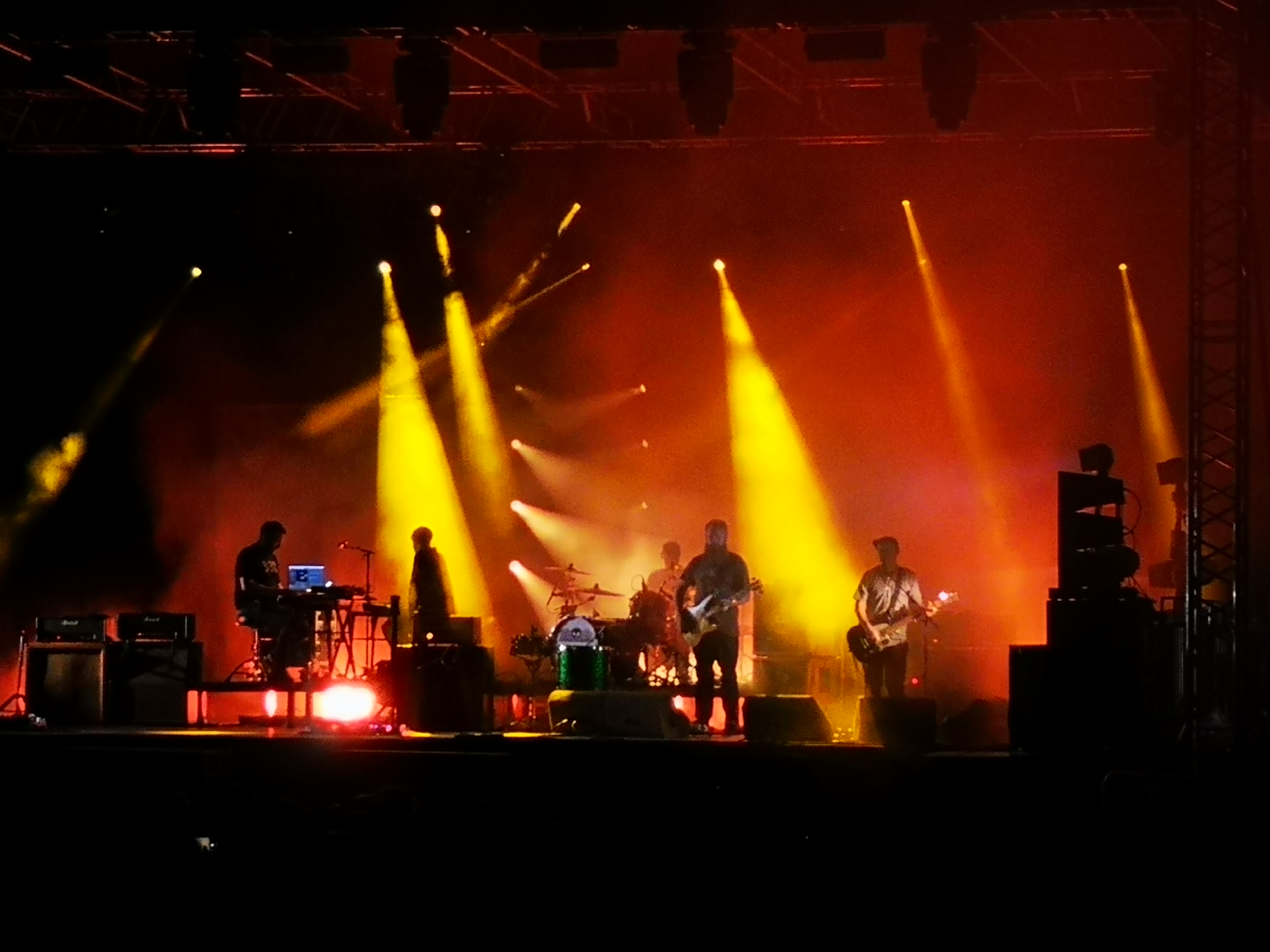
Mogwai en vivo en Pavía en 2018

En abril de 2016, Braithwaite le dijo a The Guardian que la banda estaba escribiendo nuevas canciones y que viajaría a los Estados Unidos más adelante en el año para grabar un nuevo álbum con Dave Fridmann, que produjo Rock Action unos 15 años antes. El 25 de noviembre, Fridmann anunció que la banda había comenzado a grabar el álbum con él. El 3 de marzo de 2017, la banda anunció que habían completado la grabación y que estaban masterizando el álbum en Abbey Road Studios. La banda ha anunciado una gira mundial para coincidir con el lanzamiento del nuevo álbum, comenzando con las fechas en Europa en octubre, antes de visitar Norteamérica en noviembre, y finalmente tocar en su ciudad natal, Glasgow, en diciembre.
El 14 de mayo de 2017, la banda anunció que el nuevo álbum se llamaría Every Country's Sun y se lanzaría el 1 de septiembre de 2017. También compartieron la primera canción "Coolverine". El 2 de junio, Mogwai tocó en un espectáculo en el festival Primavera Sound de Barcelona, que solo se había anunciado ese día, y que consistía en Every Country's Sun tocado en su totalidad.

### As the Love Continues(2020–presente)
El 29 de octubre del 2020, Mogwai anunció un nuevo álbum, As the Love Continues, con fecha de lanzamiento programada para el 19 de febrero del 2021. El single principal, "Dry Fantasy", salió al aire en BBC Radio 6 y se puso a disposición para descargar desde internet.

## Miembros
- Stuart Braithwaite (guitarra)
- Dominic Aitchison (bajo)
- Martin Bulloch (batería)
- Barry Burns (teclados, flauta, guitarra, etc.)

Miembros anteriores:
- John Cummings (guitarra)
- Brendan O'Hare, (batería original de los clásicos del indie Teenage Fanclub y miembro actual de Macrocosmica)
- Luke Sutherland (guitarra, violín; nunca ha sido miembro oficial del grupo, pero ha participado en varios discos)

## Discografía

### Álbumes de estudio
- 1997: "Mogwai Young Team" (Chemikal Underground)
- 1999: "Come On Die Young" (Chemikal Underground, Matador Records)
- 2001: "Rock Action" (Matador Records)
- 2003: "Happy Songs for Happy People" (PIAS Recordings, Matador Records)
- 2006: "Mr Beast" (PIAS Recordings, Matador Records)
- 2008: "The Hawk Is Howling" (Wall of Sound, PIAS Recordings, Matador Records)
- 2011: "Hardcore Will Never Die, But You Will" (Rock Action Records)
- 2014: "Rave Tapes" (Rock Action Records)
- 2017: "Every Country's Sun" (Rock Action Records)
- 2021: "As the Love Continues" (Rock Action Records, Temporary Residence Limited)
- 2025: "The Bad Fire" (Rock Action Records)

### Sencillos
- "Friend of the Night" (2006) #38 UK

### EP
- Tuner/Lower (1996)
- Angels vs Aliens (1996) - Split EP con Dweeb
- Summer (demo) (1996) - Split EP con Urusei Yatsura & Backwater
- Summer/Ithica 27φ9 (1996)
- New Paths to Helicon, Parts 1 & 2 (1997)
- 4 Satin (1997)
- Club Beatroot, Part 4 (1997) - Split EP con PH Family
- Do The Rock Boogaloo (1998) - Split EP con Magoo, con versiones de Black Sabbath
- No Education = No Future (Fuck the Curfew) (1998) - EP
- Mogwai:EP (1999)
- Travels In Constants Vol. 12 EP (1999) )
- US Tour EP (2001) - Split EP con Bardo Pond
- My Father My King (2001) - Contiene tan sólo una canción, pero de 20 minutos de duración (la versión de Australia y Nueva Zelanda incluye dos temas más en directo)
- UK/European Tour EP (2001)
- Earth Division (2011)
- Les Revenants EP (2012)
- Music Industry 3. Fitness Industry 1 (2014)

### Álbumes compilatorios
- Ten Rapid (1997) - Compilación de grabaciones durante 1996-1997
- EP+6 (2000) - 4 Satin, No Education... y Mogwai:EP en un solo CD
- Government Commissions: BBC Sessions 1996-2003 (2005)
- Kicking A Dead Pig (1998) - Disco de remezclas
- Les Revenants (album) (2013)

### Recopilaciones, Cine y TV
- La banda cuenta con una colaboración en la película del 2004 "Wicker Park" dirigida por Paul McGuigan al igual que aparecen en la pista número 16 de su banda sonora con su canción "I Know You Are But What Am I?"
- Realizaron completamente la música de la aclamada serie francesa "Les Revenants". Existen dos versiones de esta banda sonora, ambas originales, un EP y una denominada Original Soundtrack, ambos con el mismo título que la serie (Les Revenants) pero con distinto número de pistas.
- En agosto de 2018 editaron la banda sonora de la película KIN (de los productores de "Stranger things"). Contaba con la dirección de Jonathan y Josh Baker, protagonizada por Jack Reynor, Zoë Kravitz, Carrie Coon, Dennis Quaid y James Franco. Como primer avance tuvo el tema Donuts.